# Баіров Гірей Алієвич
Гіре́й Алієвич Баіров (рос. Гирей Алиевич Баиров; 2 травня 1922 — 6 липня 1999) — кримськотатарський дитячий хірург у Радянському Союзі; він був одним із засновників дитячої хірургії в Ленінграді, а згодом очолив кафедру дитячої хірургії Ленінградського/Санкт-Петербурзького державного педіатричного медичного університету. У 1963 році став членом-кореспондентом Академії медичних наук СРСР.

## Раннє життя
Баіров народився 2 травня 1922 року в Алушті в родині науковців. Його батько, Алі Меметович Баіров, був шкільним учителем, а діди по материнській та батьківській лінії — лікарями. У дитинстві він мріяв стати пілотом, і після закінчення школи у 1938 році склав вступні іспити до Московського авіаційного інституту, але змінив свої плани й вирішив вступити до Першого Московського державного медичного університету. Восени 1941 року, після німецького вторгнення до Радянського Союзу, навчальний заклад було евакуйовано до Уфи, але Баіров переїхав до Саратова, де продовжив навчання на військовому факультеті Саратовського медичного інституту. Після закінчення навчання його було відправлено на фронт як військового лікаря мотострілецького батальйону 135-ї танкової бригади в лютому 1943 року. У липні того ж року він був серйозно поранений під час переправи через річку Сіверський Донець під час Ізюм-Барвінківської наступальної операції. Під час бою він надав першу допомогу приблизно 400 солдатам та офіцерам, особисто винісши з поля бою 35 важкопоранених з їхньою зброєю. Незважаючи на поранення в голову, ногу та руку, він продовжував керувати групою медичних інструкторів та санітарів у розпал бою понад три години. Під час лікування у військовому польовому госпіталі в Кантемирівці він познайомився зі своєю майбутньою дружиною Вірою Семенівною, хірургом госпіталю. Саме там, у Кантемирівці, Баіров уперше взяв участь у дитячій операції, хоча на той час сам був на милицях. Після одужання він повернувся на службу і був призначений хірургом у військовий польовий госпіталь, де залишався до переведення до Ленінграда у 1945 році.

## Хірургічна кар'єра
Після війни Баіров спочатку працював у лікарні Раухфуса, де у 1949 році його помітив завідувач кафедри дитячої хірургії, професор Олександр Шацький, який запропонував йому посаду лаборанта на своїй кафедрі. З того часу його кар'єра була пов'язана з Ленінградським педіатричним інститутом, і в 1954 році він захистив кандидатську дисертацію. У 1955 році, лише через кілька місяців після того, як Олександр Тур оголосив атрезію стравоходу невиліковною, Баіров успішно прооперував немовля з цим захворюванням, що принесло йому широке визнання та популярність. Того ж року він став доцентом кафедри, а у 1960 році захистив докторську дисертацію на тему «Переломи в ліктьовому суглобі у дітей». Пізніше, будучи професором, Баіров жартував, що пробився в науку «ліктями».
Ставши завідувачем кафедри дитячої хірургії в Ленінграді (після Станіслава Долецького), Баіров взяв на себе відповідальність за організацію єдиної служби дитячої хірургії по всьому Ленінграду. На початку 1960-х років дитяча хірургія в місті була відносно неорганізованою, розкиданою по трьох лікарнях та клініці, але з малою координацією між ними. Під керівництвом Баірова кількість дитячих хірургічних лікарень у місті подвоїлася, були створені спеціалізовані відділення для різних потреб, таких як екстрена хірургія, планова хірургія, хірургія новонароджених, травматологія та урологія. За його часів було збудовано Дитячу лікарню №1, де було розміщено спеціалізоване відділення для лікування новонароджених з вродженими вадами. Через два роки після створення відділення Баіров був нагороджений Державною премією СРСР у 1979 році за вдосконалення методів хірургічного лікування дітей з вродженими аномаліями. Пізніше він допоміг одному зі своїх учнів, Едуарду Цибулькіну, створити кафедру невідкладної педіатрії. Протягом значної частини своєї кар'єри Баіров очолював відділення дитячої хірургії в Хірургічному товаристві імені Пирогова, де підготував багатьох майбутніх дитячих хірургів. Навіть після офіційного виходу на пенсію у 1992 році він продовжував консультувати з питань дитячого хірургічного лікування на кафедрі в Санкт-Петербурзі до своєї смерті 6 липня 1999 року.

## Нагороди

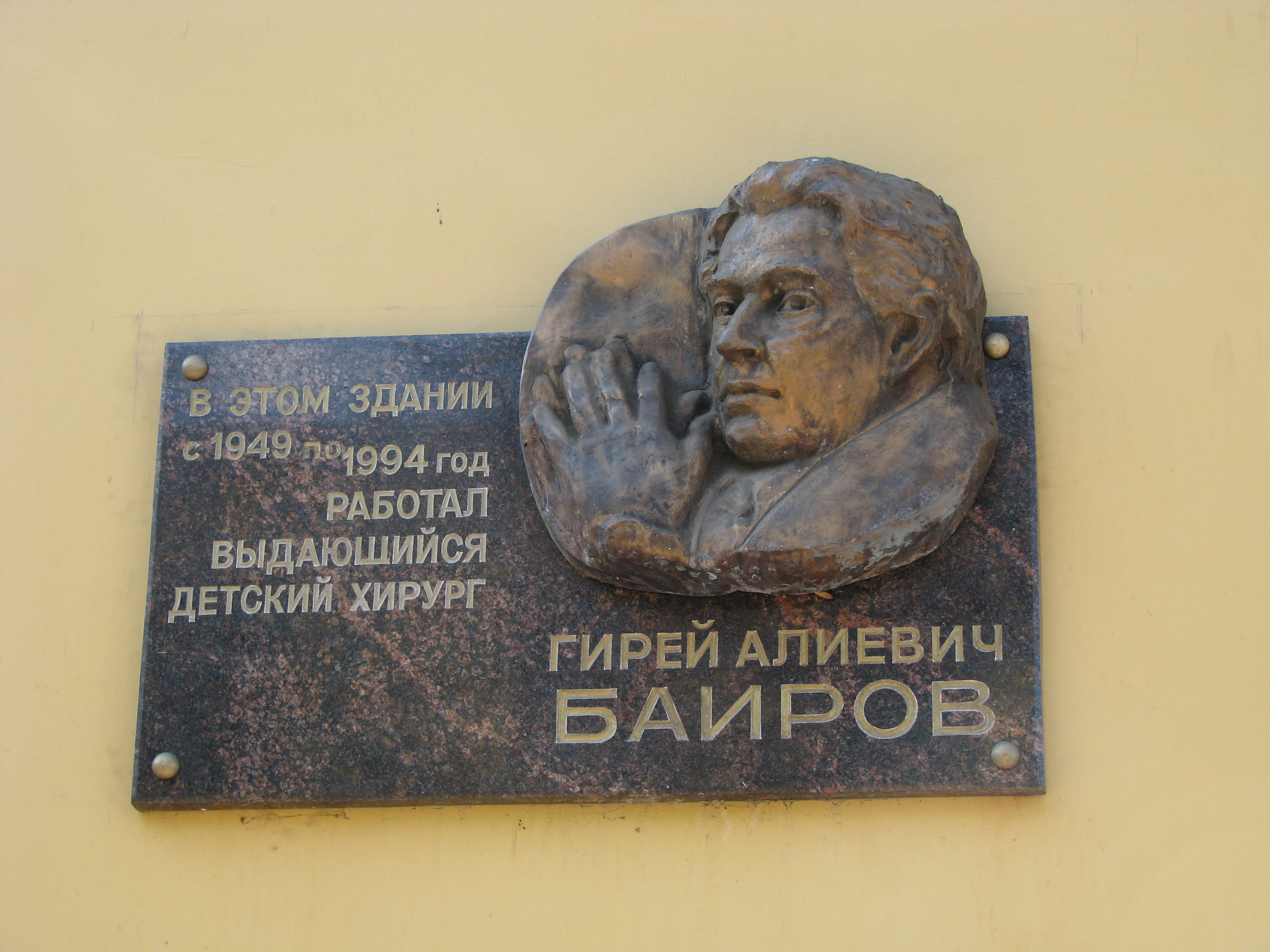
Меморіальна дошка Г. А. Баірову на будівлі хірургічної клініки СПбДПМУ

- Орден Вітчизняної війни I ступеня;
- Медаль «За перемогу над Німеччиною у Великій Вітчизняній війні 1941—1945 рр.»;
- Орден Трудового Червоного Прапора;
- Орден Дружби народів;
- Державна премія СРСР;
- Заслужений діяч науки Російської Федерації (30 грудня 1994)[13] — за заслуги в науковій діяльності

## Вшанування пам'яті
- Меморіальна дошка на фасаді Санкт-Петербурзького педіатричного медичного університету на згадку про те, що тут з 1949 по 1999 рр. працював професор, член-кореспондент АМН СРСР Баіров.
- Його ім'я присвоєно кафедрі хірургічних хвороб дитячого віку СПбДПМУ[14].
- Меморіальна дошка на фасаді дитячої міської лікарні № 2 святої Марії Магдалини в Санкт-Петербурзі на згадку про те, що тут з 1959 по 1999 рр. працював професор, член-кореспондент АМН СРСР Гірей Алієвич Баіров[15].
- Сквер у центрі Алушти названо ім'ям Гірея Алієвича Баірова (2017)[16][17]. У 2019 в цьому сквері відкрито пам'ятник Гірею Баірову[18].